# Ludolf (Werden)
Ludolf (auch Liudolf) war von 974 bis 983 Abt von Werden und Helmstedt.

## Leben
Seine Herkunft ist unklar. Albert K. Hömberg sieht in ihm einen Spross des Hauses der Grafen von Werl. Dafür spricht, dass die Grafen damals Vögte von Werden waren und das der Name Ludolf in der Familie vorkommt. Paul Leidinger sieht offenbar keinen Zusammenhang zur Familie. Die ältere Tradition Werdens sieht in ihm einen Friesen.
In die Zeit seines Abbiats fiel 978 die Verpflichtung Bischof Heinrich I. von Augsburg in Obgut zu nehmen, der sich an einer Verschwörung gegen Otto II. beteiligt hatte. Auf die Anregung Ludolfs hin wurden die Reliquien der heiligen Ida in der Kirche von Herzfeld durch Bischof Dodo von Münster zur Verehrung erhoben. Der Abt wie der Bischof erhielten kleine Teile der Reliquie. Diese wurden am 1. Dezember 980 feierlich in die Klosterkirche gebracht. Die Ereignisse wurde von einem Mönch aus Werden aufgezeichnet.
Mit Bischof Dodo gab es seit längeren Streit über Zehntrechte. Offenbar wurde ein Gottesurteil durch die Probe mit glühendem Eisen
durchgeführt. Beigelegt wurde der Streit letztlich durch einen Kompromiss. Die Zehnten von Herzfeld und Vechtler fielen an Münster, während die Gütern in Forkenbeck und Ichtern zehntfrei bleiben sollten. Dodo übergab zu seinem Gedächtnis und dem seiner Nachfolger dann die Zehnten in Vechtler, Senden und Tetekum an Werden. Von Ludolf ist auch eine Schenkung überliefert. Sein Todestag war der 2. oder 3. Januar.